# Alejandro Bernales
Alejandro Javier Bernales Maldonado (Valdivia, 2 de febrero de 1979) es un diseñador gráfico y político del Partido Liberal de Chile. Diputado de la República por el 26º Distrito, Región de Los Lagos, período 2018-2022.

## Primeros años de vida
Es hijo de Alfonso José Bernales Balbontín y de Norka Rosita Maldonado Olavarría. Estudió la carrera de diseño gráfico en la Universidad Nacional Andrés Bello. Posteriormente realizó un Diplomado en Fotografía Digital y un Diplomado en Gestión Cultural en la Universidad de Chile.

### Matrimonio e hijos
Está casado con Paz María Ignacia Vidal y tiene dos hijos.

## Vida pública
Entre abril de 2010 y marzo de 2014 se desempeñó como Director Regional del Consejo Nacional de la Cultura y las Artes en la región de Los Lagos bajo el gobierno de Sebastián Piñera.
El 2011 fue elegido entre los 100 jóvenes líderes de la Revista Sábado del diario El Mercurio y la Red de Líderes de la Universidad Adolfo Ibáñez.
En las elecciones parlamentarias de 2017 fue elegido diputado en la lista Frente Amplio por el Partido Liberal de Chile, 26º Distrito (Ancud, Calbuco, Castro, Chaitén Chonchi, Cochamó, Curaco de Vélez, Dalcahue, Futaleufú, Hualaihué, Maullín, Palena, Puerto Montt, Puqueldón, Queilén, Quellón, Quemchi, Quinchao), X Región de Los Lagos, para el período 2018-2022. Obtuvo 6.194 votos, correspondientes a un 4,50% del total de sufragios válidamente emitidos. Pese a formar parte de una coalición mayoritariamente izquierdista, Bernales afirma representar al centro político.
Integra las comisiones permanentes de Cultura, Artes y Comunicaciones; y Economía, Fomento, Micro, Pequeña y Mediana Empresa, Protección de los Consumidores y Turismo. Así mismo, desde el 4 de julio de 2018 integra la Comisión Especial Investigadora de los actos del Gobierno respecto al eventual fraude en la ANFP y los efectos que tuvo su reestructuración en su relación con las organizaciones deportivas profesionales, entre el año 2015 y el día 4 de abril de 2018.

## Historial electoral

### Elecciones parlamentarias de 2017
- Elecciones parlamentarias de 2017 a Diputado por el distrito 26 (Calbuco, Cochamó, Maullín, Puerto Montt, Ancud, Castro, Chaitén, Chonchi, Curaco de Vélez, Dalcahue, Futaleufú, Hualaihué, Palena, Puqueldón, Queilén, Quellón, Quemchi, Quinchao)[2]

(Sólo se muestran los candidatos que obtuvieron un mínimo de 2 % de votación)

### Elecciones parlamentarias de 2021
- Elecciones parlamentarias de 2021 a Diputado por el distrito 26 (Calbuco, Cochamó, Maullín, Puerto Montt, Ancud, Castro, Chaitén, Chonchi, Curaco de Vélez, Dalcahue, Futaleufú, Hualaihué, Palena, Puqueldón, Queilén, Quellón, Quemchi, Quinchao).[3]